# Aline, Oklahoma
Aline är en ort i Alfalfa County i Oklahoma. Orten har fått sitt namn efter bosättaren Ezra E. Hartshorns dotter. Ortnamnet kom till i samband med att postkontoret öppnades år 1894. Den första postmästaren var Hartshorns hustru Jennie B. Hartshorn. År 1898 flyttades postkontoret från Hartshorns farm till platsen där ortens nuvarande centrum ligger. En kort tid därefter grundades orten.